# Живородковые
Живородковые, или эмбиотоковые (лат. Embiotocidae), — семейство лучепёрых рыб. Ранее семейство включали в состав отряда окунеобразных (Perciformes), а с 2016 года рассматривают как incertae sedis в подсерии Ovalentaria. Прибрежные морские рыбы. Распространены в Тихом океане. Один пресноводный вид Hysterocarpus traskii обитает в реках  и эстуариях Калифорнии.

## Описание
Тело овальной формы, покрыто циклоидной чешуёй. В длинном спинном плавнике 6—11 колючих и 9—28 мягких лучей. В анальном плавнике 3 жёстких и 15—35 мягких лучей. Хвостовой плавник выемчатый. Боковая линия полная, с 35—75 чешуйками, проходит ближе к спине. Максимальная длина тела 47 см у Rhacochilus toxotes.
Живородящие рыбы. Эмбрионы развиваются внутри материнского организма.

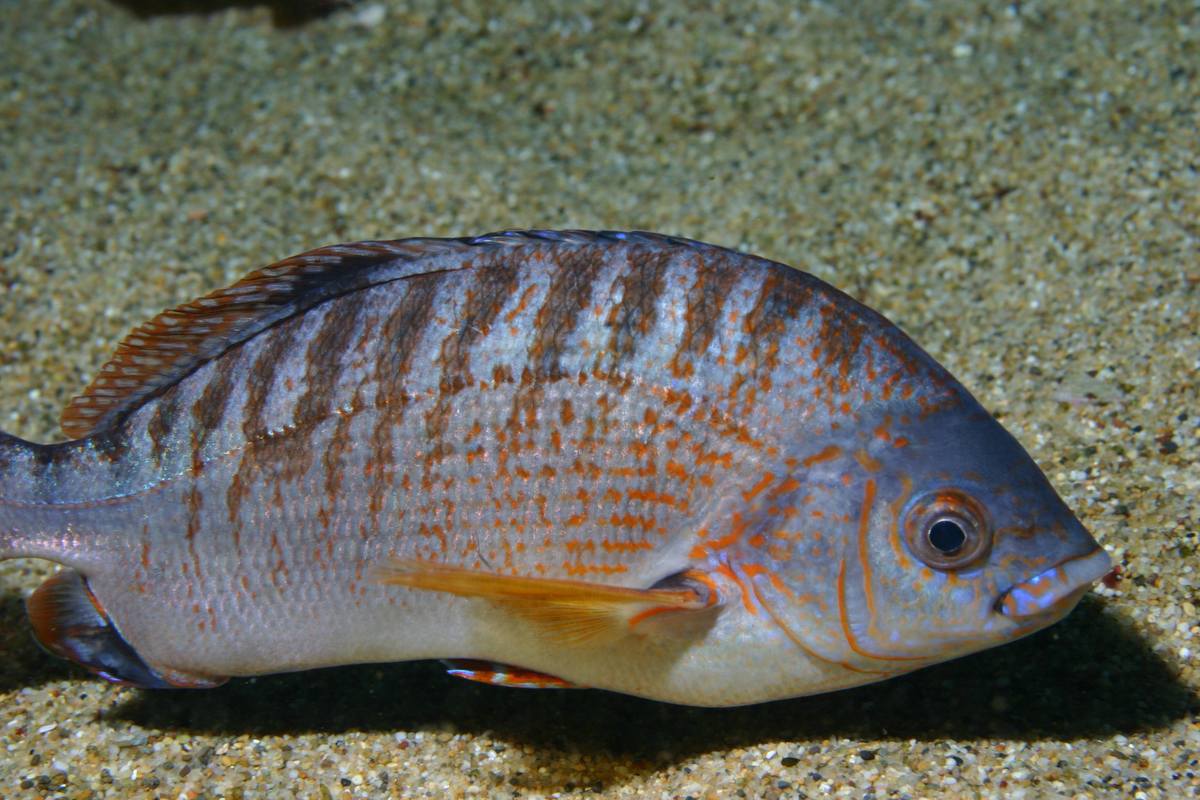
Гипсурус (Hypsurus caryi)

## Классификация
В семейство эмбиотоковых включают 13 родов с 24 видами:
- Amphistichus Agassiz, 1854 — Полосатые эмбиотоки
- Brachyistius Gill, 1862 — Брахиисты
- Cymatogaster Gibbons, 1854 — Шайнеры
- Ditrema Temminck & Schlegel, 1844 — Дитремы
- Embiotoca Agassiz, 1853 — Эмбиотоки
- Hyperprosopon Gibbons, 1854 — Пучеглазые эмбиотоки
- Hypsurus Agassiz, 1861 — Гипсурусы (монотипический)
- Hysterocarpus Gibbons, 1854 — Гистерокарпы
- Micrometrus Gibbons, 1854 — Карликовые живородки
- Neoditrema Steindachner, 1883 — Неодитремы
- Phanerodon Girard, 1854 — Белые эмбиотоки
- Rhacochilus Agassiz, 1854 — Вакки (род)
- Zalembius Jordan & Evermann, 1896 — Розовые эмбиотоки, или залембии